# Elmar Podgorschek

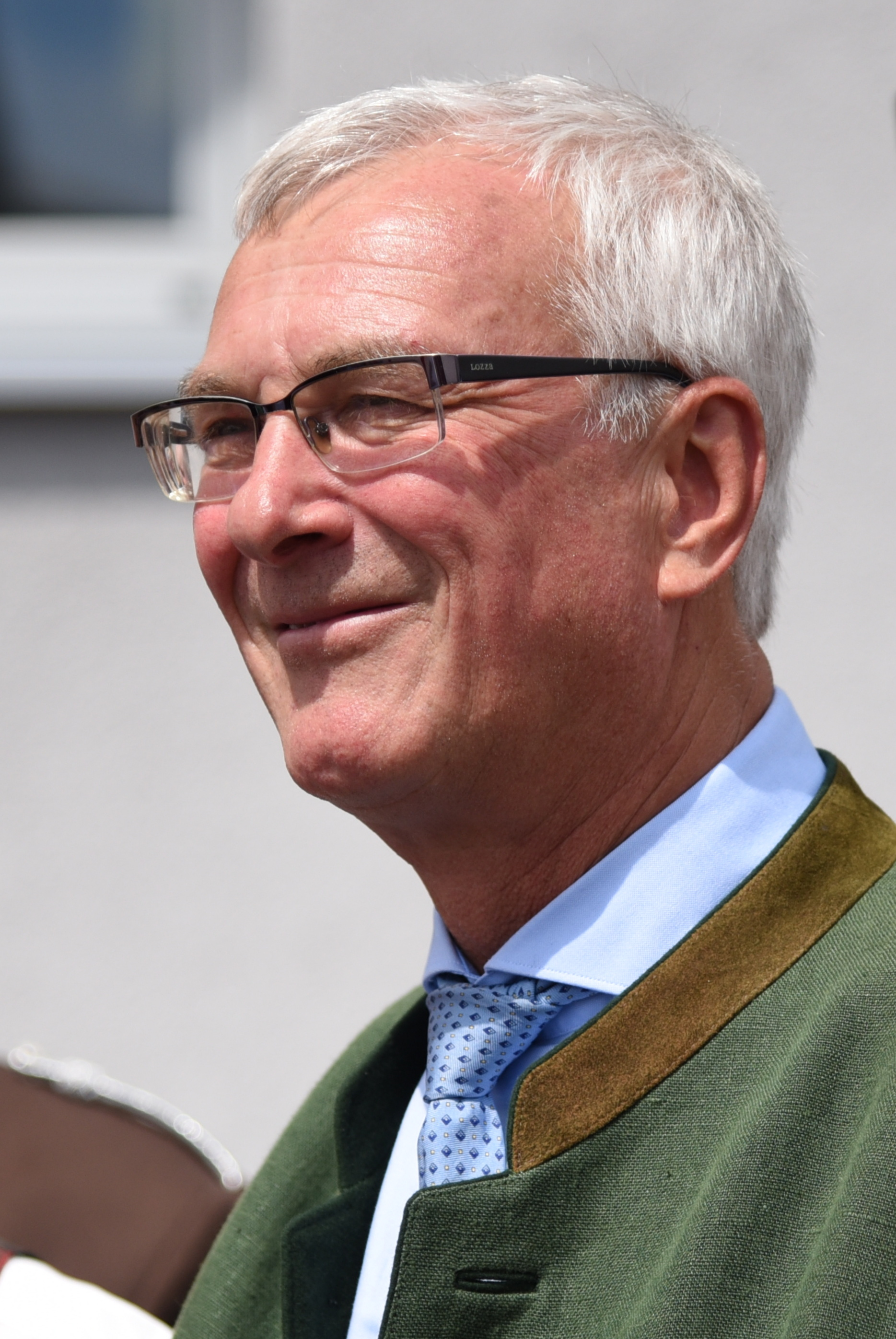
Elmar Podgorschek (2017)

Elmar Podgorschek (* 7. Jänner 1958 in Ried im Innkreis) ist ein österreichischer Politiker (FPÖ). Podgorschek war von 23. Oktober 2015 bis 20. Mai 2019 Landesrat in Oberösterreich.

## Ausbildung und Beruf
Elmar Podgorschek besuchte vier Jahre die Volksschule und vier Jahre das Gymnasium, bevor er eine fünfjährige Ausbildung an der Handelsakademie in Ried im Innkreis absolvierte. Nach dem Abschluss der Handelsakademie leistete Podgorschek seinen Wehrdienst als Einjährig-Freiwilliger. Seit 1997 ist er Hauptmann der Miliz. Im Jahre 1979 absolvierte Podgorschek ein College für technische Chemie in Wien. Seit 1982 ist er Angestellter und geschäftsführender Gesellschafter im familieneigenen Farbhandelsbetrieb. Durch sein wirtschaftliches Engagement wurde Podgorschek der Titel des Kommerzialrates verliehen.

## Politische Tätigkeit
Podgorschek begann seine politische Karriere schon in frühen Jugendjahren in der Gemeindepolitik. Im Jahr 1976 war er Landesjungvolkbeauftragter des RFJ, gleichzeitig Mitglied der Bezirksparteileitung Ried als Jugendbeauftragter und seither kontinuierlich Mitglied dieses Gremiums. Seit 1991 ist er Mitglied des Gemeinderates der Stadtgemeinde Ried im Innkreis. Von 1995 bis 2005 war er Stadtrat und von 1997 bis 2003 Vizebürgermeister der Stadtgemeinde Ried im Innkreis. Podgorschek war ab 1999 auch Bezirksparteiobmann-Stellvertreter der FPÖ Ried im Innkreis. Von 2006 bis 2022 war er Landesparteiobmann-Stellvertreter der FPÖ Oberösterreich. Als Vize-Landesparteichef wurde der Linzer FPÖ-Chef und Stadtrat Michael Raml gewählt.
Durch seine technisch-chemische Ausbildung wurde Podgorschek 1989 Mitglied des Landesgremiums des Handels mit Arzneimitteln, Drogerie- und Parfümeriewaren sowie Chemikalien und Farben (H3) der Wirtschaftskammer Oberösterreich. Podgorschek ist auch Mitglied des Bundesgremiums H3 der Wirtschaftskammer Österreich.
Ab 23. Oktober 2009 war er Mitglied des Bundesrates, zuerst fraktionslos und ab 5. November 2009 in der freiheitlichen Fraktion. Podgorschek wurde am 21. Oktober 2010 als Nachfolger für den tags zuvor ausgeschiedenen Abgeordneten Lutz Weinzinger als Abgeordneter zum Nationalrat (XXIV. Gesetzgebungsperiode) angelobt. Im Parlamentsklub der FPÖ war Podgorschek für den Bereich Finanzen zuständig. Im Nationalrat selbst war er Obmannstellvertreter im Finanzausschuss und Schriftführer im Unterausschuss des Landesverteidigungsausschusses. Ab 29. Oktober 2010 war er Mitglied des Budget- und Finanzausschusses.
Ab 23. Oktober 2015 war er Landesrat in der Landesregierung Pühringer V beziehungsweise Landesregierung Stelzer I, zuständig für Sicherheit (insbesondere Katastrophenschutz, Feuerwehr und Feuerpolizei), Verwaltungspolizei, Staatsbürgerschaft, Gemeindeaufsicht und Wasserwirtschaft.
Podgorschek ist seit 1972 Mitglied der deutschnationalen schlagenden Mittelschulverbindung AcSV! Germania zu Ried im Innkreis. Außerdem gehört er als Konkneipant der Akademischen Grenzlandsmannschaft Cimbria zu Wien (CC) an.
Seitdem er 2015 als Landesrat auch für das Feuerwehrwesen zuständig wurde, ist er auch Mitglied der Freiwilligen Feuerwehr Ried im Innkreis, wo er auch die Grundausbildung absolvierte.
Am 20. Mai 2019 erklärte er im Zusammenhang mit der Ibiza-Affäre seinen Rücktritt, als Nachfolger wurde tags darauf Wolfgang Klinger nominiert.
Im Jänner 2022 wurde Thomas Dim auf dem Bezirksparteitag der Freiheitlichen im Bezirk Ried zu seinem Nachfolger als Bezirksparteiobmann gewählt.

## Kontroversen und Verhältnis zum Rechtsextremismus
1998 bedankte sich Podgorschek im Rahmen eines Leserbriefs bei der rechtsextremen Monatszeitung „Aula“ für ihre „hervorragende Arbeit, die sie für unsere Gesinnungsgemeinschaft leistet“. Auch im Jahr 2009 trat Podgorschek als Leserbriefschreiber in Erscheinung. Nun dankte er der Aula und „deren Redakteuren […] für ihre Gesinnungstreue“. Das Blatt stelle „einen Stachel in der fast gleichgeschalteten österreichischen Medienlandschaft dar“, was sehr zum Ärger der „Gutmenschen“ sei, die am liebsten „allen nonkonformistischen Medien die Lizenz zum Schreiben“ entziehen würden.
Im Jänner 2012 trug Podgorschek bei einem Ball des Wiener Korporationsringes trotz eines zuvor durch den damaligen Verteidigungsminister Norbert Darabos ausgesprochenen Uniform-Verbots seine Bundesheer-Uniform. Podgorschek musste deshalb eine Geldstrafe bezahlen, sein Einspruch dagegen beim Unabhängigen Verwaltungssenat wurde abgelehnt.
Im Juni 2018 bezeichnete Podgorschek bei einer AfD-Veranstaltung in Thüringen die österreichische Justiz als „völlig linksgepolt“, warnte vor der ÖVP und forderte eine „Neutralisierung“ des ORF. Die Aussagen Podgorscheks wurden vom Verfassungsjuristen Theo Öhlinger und der Politologin Kathrin Stainer-Hämmerle als gezielter Angriff auf die Demokratie beziehungsweise eine Erschütterung des Vertrauens in die wichtigsten Institutionen der parlamentarischen Demokratie bezeichnet. Die Grünen und die SPÖ Oberösterreich forderten einen Rücktritt Podgorscheks und brachten einen entsprechenden Antrag im Oberösterreichischen Landtag ein, wo dieser am 5. Juli 2018 abgelehnt wurde. Der FPÖ-Abgeordnete Alexander Nerat verteidigte Podgorschek: Die Aussagen seien „pointiert“ gewesen.

## Privates
Podgorschek ist verheiratet und Vater zweier Töchter sowie eines Sohnes.

## Auszeichnungen (Auswahl)
- 2023: Großes Ehrenzeichen des Landes Oberösterreich[17][18]